# Мобільні циркуляційні системи бурового розчину
Мобільні циркуляційні системи (МЦС) служать для буріння свердловин малого діаметра, других стовбурів і комплектації пересувних бурових установок.
Особливості проектування і виготовлення мобільних циркуляційних систем визначаються такими чинниками:
- зменшений в порівнянні із звичайним бурінням необхідний об'єм промивальної рідини на денній поверхні і невисока її витрата (8-20 л/с);
- занижена висота гирла (не більше 2,5-3 м);
- мінімальні габарити транспортних блоків;
- висока монтажоздатність;
- низька енергоємність;
- засоби очищення повинні виділяти шлам зниженої вологості (нетекучий) з метою зменшення об'єму відходів буріння, що вивозяться.

Як правило, зважаючи на недостатню висоту гирла і необхідності мати на денній поверхні необхідний об'єм бурового розчину, експлуатація МЦС проводиться в стаціонарному варіанті, а не з транспортного засобу. Намітилася тенденція великоблочного виконання МЦС з можливістю перевезення без демонтажу устаткування із швидкороз'ємним з'єднанням блоків, що виключає додаткові транспортні витрати, втрати часу на монтаж, вихід з ладу устаткування при збиранні, розбираннях і перевезенні. За рахунок цих чинників додаткові витрати бурових компаній на придбання сучасного устаткування швидко окуповуються.